# Nephodia costistigmata
Nephodia costistigmata là một loài bướm đêm trong họ Geometridae.